# Guyanamuisspecht
De guyanamuisspecht (Lepidocolaptes albolineatus) is een zangvogel uit de familie Furnariidae (ovenvogels).

## Verspreiding en leefgebied
De soort komt voor in het oosten van Venezuela, de Guyana's en het noorden van Brazilië.

## Status
De grootte van de populatie is niet gekwantificeerd maar de soort wordt omschreven als schaars. Op de Rode lijst van de IUCN heeft deze soort de status niet bedreigd.